# Zofia Ernstowa

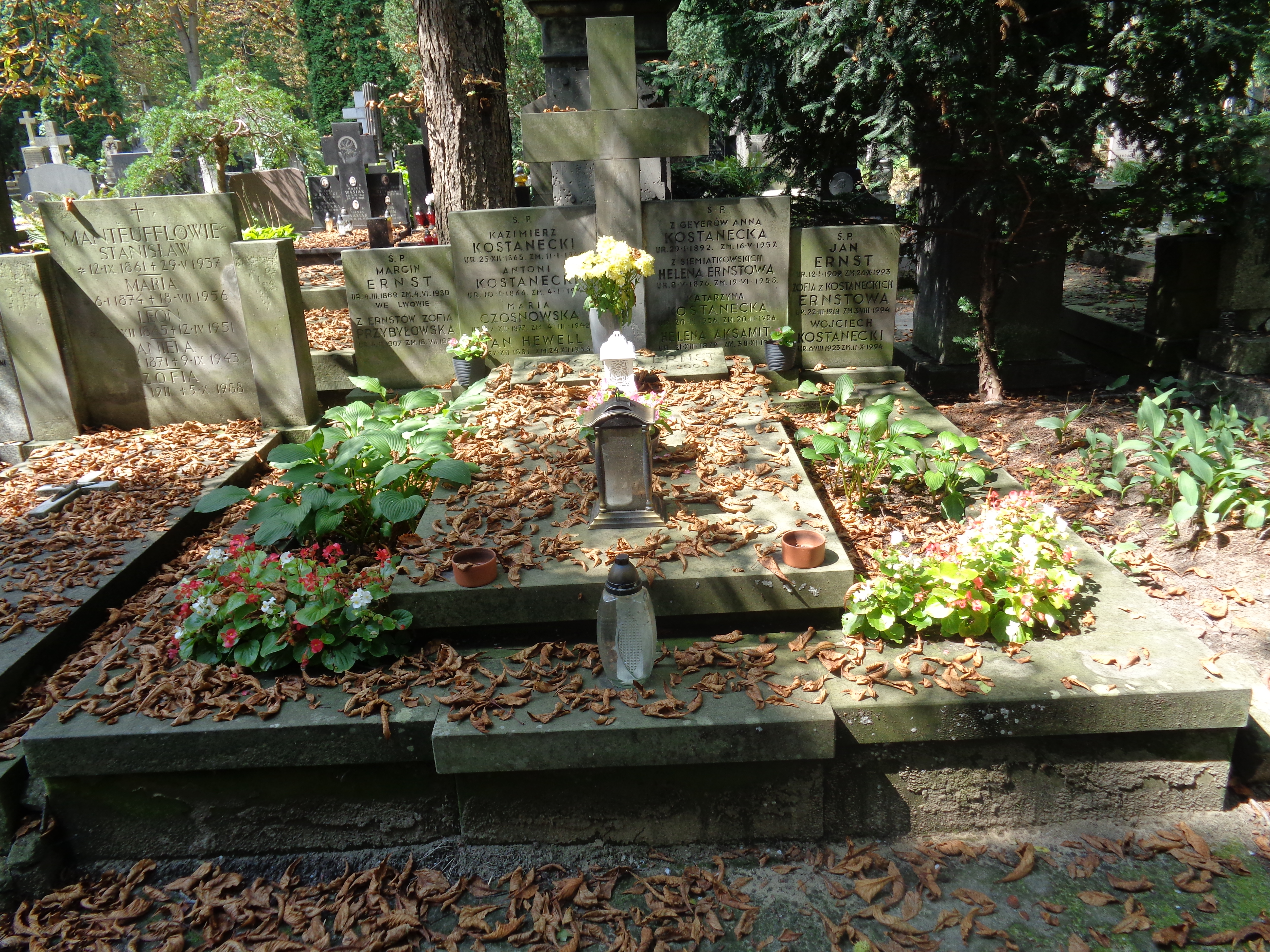
Grób Zofii Ernstowej na cmentarzu Powązkowskim

Zofia Ernstowa z domu Kostanecka (ur. 22 marca 1918 w Warszawie, zm. 3 sierpnia 1994 tamże) – polska tłumaczka literatury włoskiej.

## Życiorys
Urodziła się w rodzinie Antoniego Kostaneckiego, profesora ekonomii, rektora Uniwersytetu Warszawskiego, i Anny z domu Geyer (1892–1957). Brat Wojciech Kostanecki (1925–1994), był twórcą polskiej trychologii. W 1936 ukończyła Gimnazjum Jadwigi Kowalczykówny w Warszawie i podjęła studia w warszawskiej Szkole Głównej Handlowej, których nie ukończyła. W latach 1937–1938 studiowała historię sztuki na uniwersytecie w Rzymie. Od czerwca 1938 do września 1944 mieszkała z mężem i synami w Warszawie. Po wybuchu powstania warszawskiego, 9 września 1944 wyszli z oblężonej Warszawy i poprzez obóz przejściowy w Pruszkowie schronili się u krewnych w Dąbrowie Zielonej k. Częstochowy.
Wiosną 1945 wyjechali do Łodzi, w 1946 powrócili do Warszawy. Od 1950 pracowała w dziale włoskim Polskiego Radia jako tłumaczka z języka polskiego na włoski. Na początku lat 50. zaczęła zajmować się zawodowo przekładami literatury włoskiej. Debiutowała w 1953 przekładem zbioru nowel Giovanniego Vergi, Don Candeloro i jego trupa. Przełożyła ponad pięćdziesiąt pozycji, w tym dzieła największych klasyków literatury włoskiej, takich jak: Italo Svevo, Elsa Morante, Alberto Moravia, Cesare Pavese, Giuseppe Tomasi di Lampedusa czy Dario Fo. Tłumaczyła także literaturę dla dzieci, przede wszystkich książki Gianniego Rodariego.
W latach 1953–1983 była członkinią Związku Literatów Polskich, od 1964 ‒ PEN Clubu. W latach 1959–1970 pełniła funkcję sekretarza generalnego Sekcji Polskiej Europejskiej Wspólnoty Pisarzy, której była członkiem założycielem.
Od 15 października 1938 była żoną geografa i muzyka Jana Ernsta, pseudonim artystyczny Eryan, z którym miała dwóch synów: Krzysztofa i Tomasza (ur. 1943).
Zmarła w Warszawie, pochowana na cmentarzu Powązkowskim (kwatera 198-5-20,21).

## Nagrody i wyróżnienia
- „Medaglia della Direzione Generale delle Relazioni Culturali con l’Estero” za zasługi na polu szerzenia kultury włoskiej w Polsce (1961)
- nagroda Premio di Cultura della Presidenza del Consiglio za przekłady literatury włoskiej na język polski (1969, 1971, 1988)
- nagroda Stowarzyszenia Autorów ZAiKS za działalność przekładową (1985)[6]
- nagroda Premio Canaletto przyznana przez Włoski Instytut Kultury w Warszawie za osiągnięcia w propagowaniu kultury włoskiej w Polsce (1991)
- Nagroda Literacka im. Leopolda Staffa w kategorii "In memoriam" za wybitne osiągnięcia translatorskie (pośmiertnie, 2016)[7]

Źródło:.